# Adrian Biddle
Adrian Biddle, född 20 juli 1952 i London, död 7 december 2005 i London, var en engelsk filmfotograf.
I sin ungdom var Biddle en simmare och 1967 anställdes han som lärling till undervattensfotografen Egil Woxholt. Några av de tidigaste filmer som Biddle arbetade med var I hennes majestäts hemliga tjänst (1969) och Murphys krig (1971). Biddle arbetade sedan tillsammans med Ridley Scott på hans reklambyrå R.S.A. och när Scott valde att ge sig in i filmbranschen följde Biddle med. På både Duellanterna (1977) och Alien (1979) var Biddle kameraassistent. Efter Alien återgick Biddle till reklambranschen och tillsammans med Scott skapade han reklamfilmen 1984 för Apple Inc.. Aliens – Återkomsten (1986) blev den första film som Biddle arbetade med som han fick ett officiellt erkännande för. Han var filmfotograf för cirka 25 filmer till innan han dog i december 2005 av en hjärtinfarkt. Biddles sista film, V för Vendetta (2005), är tillägnad hans minne.